# Benedikt Carpzov der Ältere
Pour les articles homonymes, voir Carpzov.
Benedikt Carpzov der Ältere, né à Brandebourg-sur-la-Havel dans la marche de Brandebourg en 1565 et mort en 1624, professa le droit à Wittemberg, et laissa 5 enfants.

## Source
Cet article comprend des extraits du Dictionnaire Bouillet. Il est possible de supprimer cette indication, si le texte reflète le savoir actuel sur ce thème, si les sources sont citées, s'il satisfait aux exigences linguistiques actuelles et s'il ne contient pas de propos qui vont à l'encontre des règles de neutralité de Wikipédia.
- Notices d'autorité :   - VIAF
  - ISNI
  - GND
  - Pays-Bas
  - Pologne